# Mwerusjön

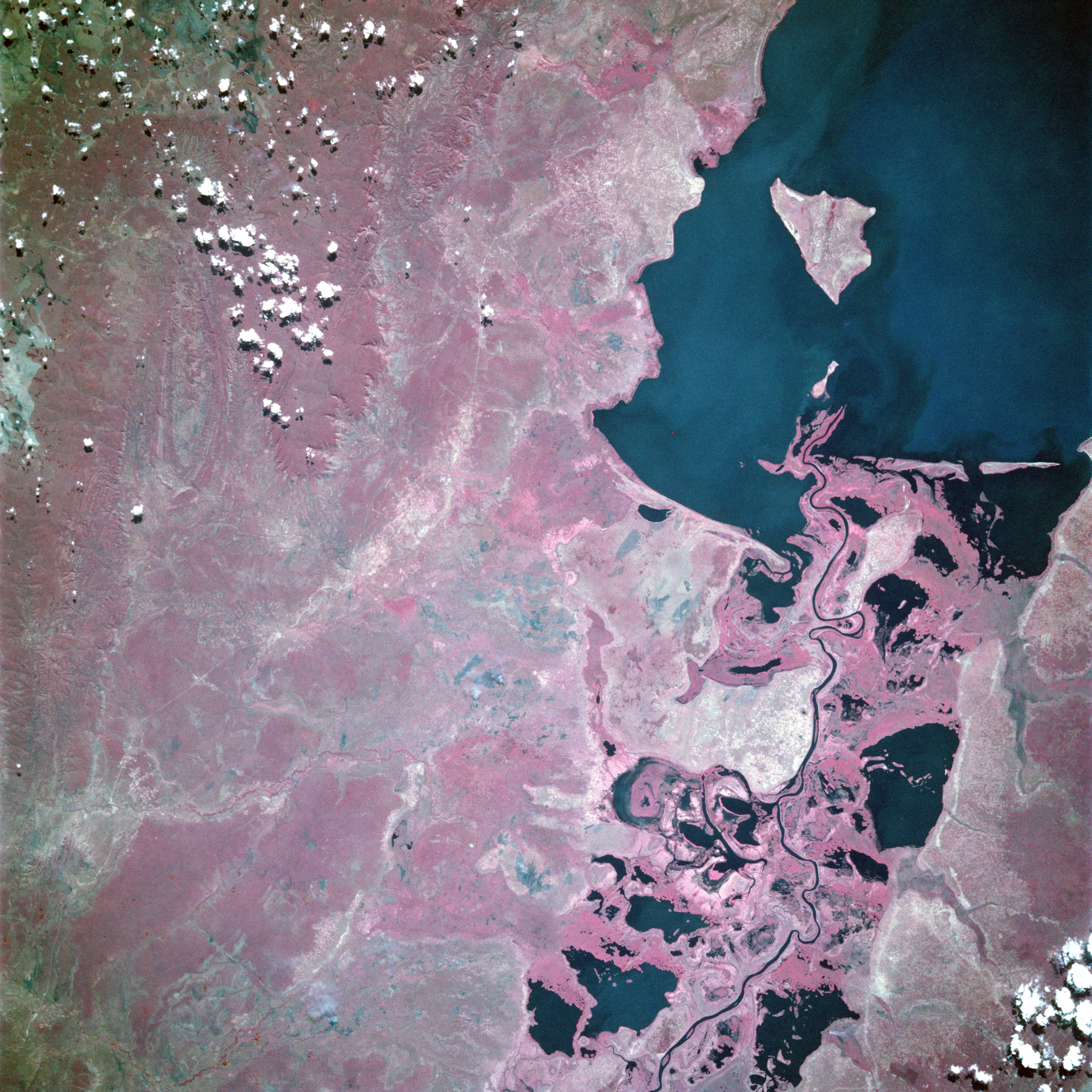
Satellitbild av södra delen av Mwerusjön

Mwerusjön (franska: Lac Moero) är en sjö i Centralafrika på gränsen mellan Zambia och Kongo-Kinshasa, omkring 150 km väster om Tanganyikasjöns södra ände. Mwerusjön är omkring 96 km lång och 45 km bred, ligger 917 meter över havet och är orienterad i en nordöst-sydvästlig riktning. I sjöns södra ände ligger ön Kilwa.
Dess främsta tillflöde är Luapulafloden som rinner till genom träskmarker söder om sjön. I norr rinner sjön ut i Luvuafloden som leder till Lualabafloden; ett flöde som till slut bildar Kongofloden.
Mwerusjön var länge isolerad, men en asfalterad väg förbinder sedan 1987 byn Nchelenge intill sjön med omvärlden och den växande befolkningen runt Mwerusjön försörjer sig i stor utsträckning på fiske i sjön.

## Städer vid Mwerusjön
- Kilwa
- Pweto